# Championnat de France masculin de hockey sur gazon 2011-2012
Navigation
2010-2011 2012-2013
Le championnat de France de hockey sur gazon  2012-2013 est la 105e de ce championnat « Élite » qui constitue le plus haut échelon de compétition masculine de hockey sur gazon en France.